# Sexualmagie
Sexualmagie bezeichnet die Verknüpfung sexueller und magischer Praktiken, insbesondere im Kontext des modernen westlichen Okkultismus und weiter gefasst moderner spiritueller Bewegungen in der westlichen Welt und die damit verknüpften Konzepte. Als erster Vertreter sexualmagischer Praktiken gilt der Amerikaner Paschal Beverly Randolph, die Wurzeln reichen jedoch wesentlich weiter zurück. Als weitere wichtige Protagonisten der Sexualmagie gelten neben Randolph Theodor Reuss, Aleister Crowley, Julius Evola, Gerald Gardner, Anton Szandor LaVey, Austin Osman Spare und Peter J. Carroll.

## Einführung
Bei den verschiedenen Vertretern der Sexualmagie lassen sich zwei Hauptrichtungen unterscheiden, nämlich einmal die auf eine spirituelle Übersteigerung der Sexualität abzielende, bei der die sexuelle Begegnung als ihrem Wesen nach magisch aufgefasst wird, und dann jene, bei der Sexualität ein magisches Mittel zum Zweck ist, eine durch sexuelle Handlungen und Riten anzapfbare Energiequelle, die vom Magier als ein Instrument zum Erreichen seiner Ziele eingesetzt wird. Vertreter der ersten Position ist zum Beispiel Randolph, Vertreter der zweiten Richtung ist Crowley.
Während Randolph seine Theorien ausschließlich mit ehelicher Liebe und Sexualität verband, wurden vom Ordo Templi Orientis (OTO) und Aleister Crowley verschiedene Sexualpraktiken angewendet, welche gesellschaftliche Normen und Tabus außer Acht ließen, wie Masturbation, Homoerotik, Autoerotik oder Sadomasochismus. Je mehr man seine Hemmungen in einer sexuellen Praktik abbaute, als umso stärker galt die durch ihre Übung freisetzbare sexualmagische Energie.
Das Erscheinen der Sexualmagie gegen Ende des 19. Jahrhunderts wird von einigen Kulturwissenschaftlern als Vorwegnahme des Aufkommens einer freieren Sexualität, des libertinären Umganges mit dieser und der intensiven Beschäftigung mit Sexualität in der Moderne gewertet.
Die Gegenposition, die Sexualität im Okkultismus grundsätzlich ablehnte und teilweise den Zölibat als wesentliches Element der okkulten Praxis ansah, entwickelte sich ebenfalls im 19. und 20. Jahrhundert. Besonders in den USA war diese Neigung zum Zölibat sehr verbreitet. Beispielsweise wurde in Hiram Butlers Esoteric Fraternity die Lehre der Enthaltsamkeit verbreitet, die als solche schon zur Entwicklung des Geistes führe. Auch der Hermetic Order of the Golden Dawn, die Theosophie und andere okkulte Organisationen lehnten Sexualmagie grundsätzlich ab.
Nicht zum Bereich der Sexualmagie gezählt wird der Liebeszauber und ähnliche Praktiken, etwa Tränke, Amulette und Rituale gegen Impotenz oder zur Steigerung der Potenz, die seit der Antike in zahlreichen Beispielen überliefert sind, zum Beispiel im 7. Teil des Kamasutra des Vatsyayana, wo Rezepte für Liebestränke und Penisvergrößerung angegeben werden. Es werden nämlich beim Liebeszauber magische Praktiken gebraucht, um Sexualität zu fördern, bei der Sexualmagie als Teil moderner Esoterik wird dagegen umgekehrt Sexualität verwendet, um Magie zu wirken bzw. die spirituelle Entwicklung zu fördern.
Auch die Frage, welche Rolle Sexualität in der spirituellen Entwicklung spielen kann oder sollte, wie sie beispielsweise die britische Esoterikerin Dion Fortune untersucht hat, gehört eigentlich nicht zur hier behandelten Sexualmagie, außer wenn es sich um „unfreiwillige Sexualmagie“ handelt. So spricht Fortune davon, dass durch Masturbation auf den niederen Ebenen Astralwesen erzeugt werden, die, von bösen Mächten beseelt, dann „in der Nachbarschaft herumhängen“ und die Anwohner zu unerwünschter Lüsternheit anstacheln.
Die übergreifende wissenschaftliche Behandlung des Themas Sexualmagie mit modernen Methoden steckt in den Anfängen. Hugh B. Urban merkt an, dass abgesehen von vereinzelten Arbeiten zu speziellen Themen (er nennt insbesondere John Patrick Deveney, Joscelyn Godwin und Alex Owen) es keine Übersichtsarbeiten gab und der Umfang der wissenschaftlichen Literatur in keinem Verhältnis steht zu Umfang und Wirkung der esoterischen und der populären Literatur mit ihrer Flut von Titeln wie Celtic Sex Magic, Wicca for Lovers und natürlich dem Complete Idiot’s Guide to Tantric Sex.

## Geschichte

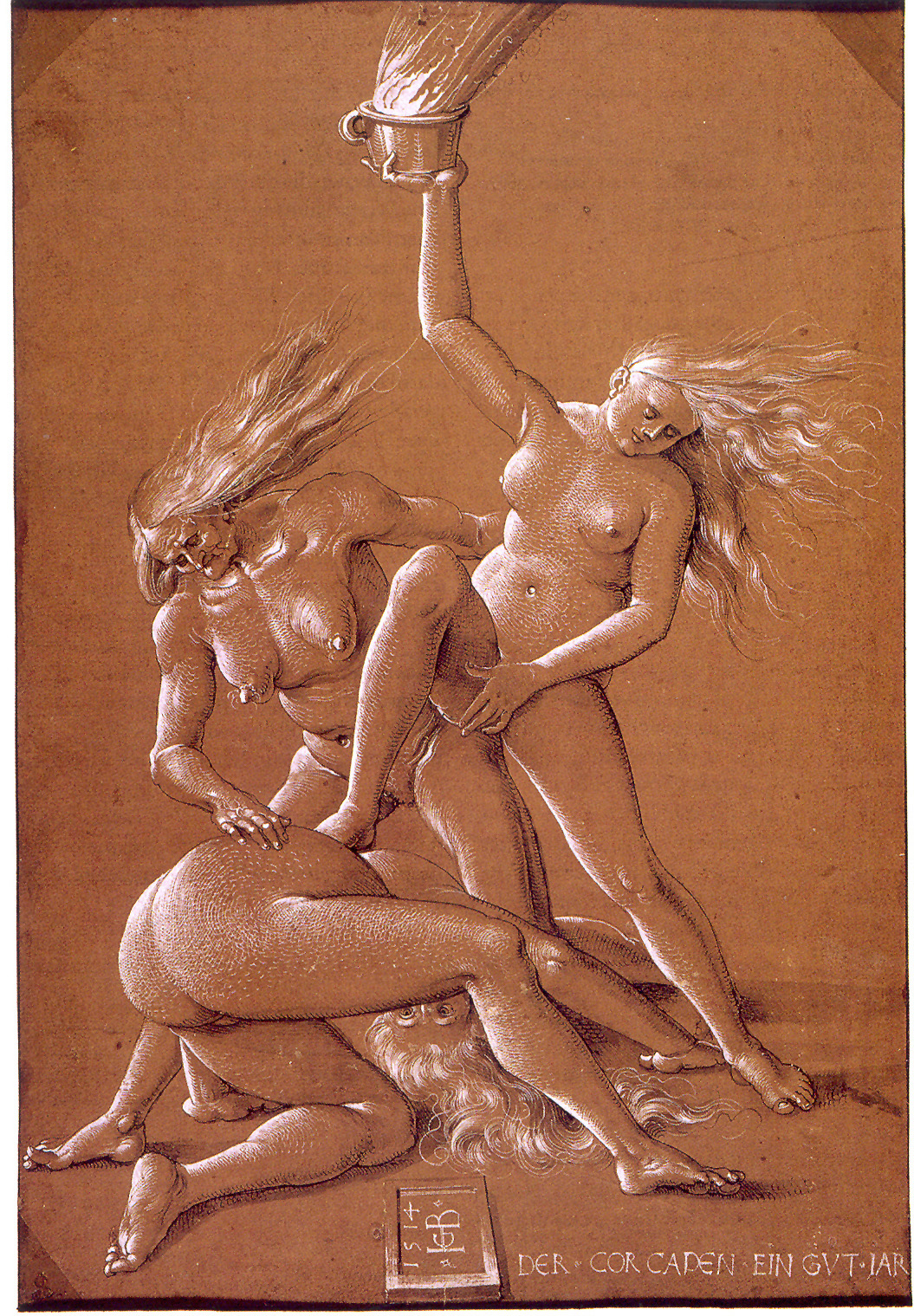
Drei Hexen (Hans Baldung, ca. 1514)

### Probleme
Sexualmagie ist nur schwer abzugrenzen von überall auf der Welt und in allen Epochen vorgefundenen sexuellen Riten, worunter in Religionswissenschaft, Ethnologie und verwandten Wissenschaften kultische Handlungen verstanden werden, die mit Sexualität in Verbindung stehen, wie zum Beispiel phallische Kulte (siehe die kultische Verehrung von Lingam und Yoni in Südasien), Hierogamie oder Tempelprostitution. Dieses Abgrenzungsproblem entspricht dem generell bestehenden Problem, kultische von magischen Handlungen zu unterscheiden.
Hinzu kommt das Problem, dass sich bei den von Forschern von Frazer bis Eliade in geschichtlicher Überlieferung und bei autochthonen Völkern vorgefundenen und beschriebenen Vegetationskulten, Initiations- und Fruchtbarkeitsriten mit sexuellen Elementen heute immer häufiger die Frage stellt, ob es sich nicht um Konstruktionen handelt, die mehr über die Forscher als über die Erforschten aussagen. Solche Konstruktionen von Kulten vorzeitlicher Muttergottheiten, zu denen dann „primitive sexuelle Riten [gehörten], gegründet auf die magische Verbindung der Fruchtbarkeit der Menschen und Fruchtbarkeit der Natur“, werden dann von modernen Sexmagiern und Okkultisten aufgegriffen und gefolgert, dass Sexualmagie so alt sei wie die Menschheit.

### Antike und frühes Christentum
In der christlichen Tradition spielt das Thema insofern eine Rolle, als sexualmagische Praktiken vielen häretischen Gruppen unterstellt wurden, basierend auf der Annahme, dass einer Abweichung im Theologischen eine Abweichung im Sexuellen entsprechen müsse. So bezichtigte man seit der Frühzeit des Christentums gnostische Gruppen wie die Karpokratianer oder verschiedene Denominationen der Barbelo-Gnostiker, in ihren Gottesdiensten Orgien zu feiern, Sperma zu opfern etc.
Die Verknüpfung zwischen fremdartigen Kulten und sexueller Devianz war freilich keine Erfindung der Christen, vielmehr wurden zum Beispiel von den Römern die Kulte der Kybele und des Dionysos mit großem Misstrauen betrachtet und letzterer nach dem sogenannten Bacchanalienskandal zu unterdrücken versucht. Was Livius über die Versammlungen der Bacchanten berichtet, ähnelt bereits sehr den Beschreibungen angeblicher Orgien häretischer Gruppen bei den Kirchenvätern. Zuvor galten allerdings auch die Christen als fremdländischer, orientalischer Kult, und die Vorstellungen, die man sich vom christlichen Liebesmahl machte, entsprachen dem bekannten Muster: Die Christen treffen sich nachts, schlachten Kinder, trinken ihr Blut und auf dem Höhepunkt bringt man einen Hund dazu, den Leuchter umzureißen, und in der anschließenden Dunkelheit treiben es dann alle mit allen. Die Verbindung von Kult und Religion ist offensichtlich, fraglich ist nur, inwiefern hier eine magische Praktik unterstellt wird. Autoren wie Livius oder Minucius Felix geben keinen Hinweis, dass die Ausschweifungen irgendwelchen magischen Zwecken dienen sollten, sondern interpretieren sie schlicht als Folge der allgemeinen Verderbtheit und Lasterhaftigkeit der Kultanhänger. Demgegenüber behaupten etwa Irenäus von Lyon oder Epiphanios von Salamis, die Angehörigen gewisser gnostischer Sekten würden Sperma und Menstruationsblut konsumieren, die sie für Gefäße der Seelen hielten, und diese so davor bewahren, der materiellen Welt anheimzufallen. Man kann dies als eine sexualmagische Praktik interpretieren.

### Außereuropäische Kulturen
In anderen Religionen als dem Christentum ist jedoch eine positive Auffassung von Sexualität und eine entsprechende Einbindung in kosmologische und spirituelle Konzepte verbreitet. Sexualmagische bzw. sexualmystische Praktiken und ihre rituelle Ausformung traten in unterschiedlichen Kulturen auf, so in Sumer im Hieros gamos und in China bei den Fangshi, wo sie seit der vorchristlichen Zeit nachzuweisen sind und wahrscheinlich bis auf die schamanistischen Praktiken der Shang-Zeit zurückgehen. Die chinesische Form der Kunst des Schlafgemaches ist stark daoistisch geprägt und zielt häufig darauf ab, das Leben zu verlängern und die Gesundheit zu erhalten. In Indien entwickelte sich innerhalb des Tantrayana eine Form der Sexualmystik, die teilweise sexualmagische Techniken aufweist.

### Mittelalter und Frühe Neuzeit

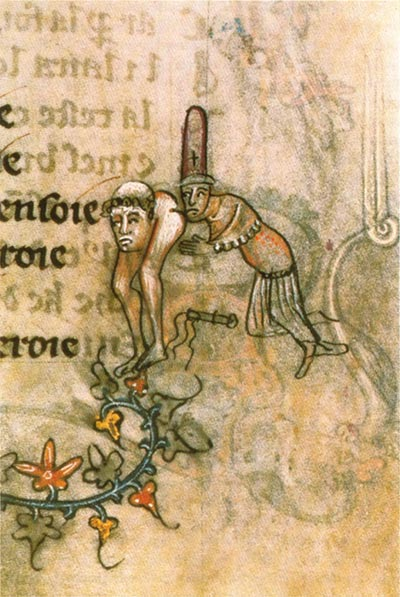
„Obszöner Kuss“ bei den Templern (Miniatur, ca. 1350)

Im Mittelalter begegnet das bereits in der Antike gefundene Muster, häretischen Gruppen sexuelle Devianz und sexualmagische Praktiken zu unterstellen, vielfach wieder. Die nun dominierende Kirche wendet es auf die Bewegungen der Katharer und der Bogomilen an, die ähnlich wie die Gnostiker, soweit sich dies heute beurteilen lässt, keineswegs sexueller Ausschweifung ergeben waren, sondern im Gegenteil sexuelle Enthaltsamkeit und bei ihren geistigen Führern den Zölibat forderten. Das hinderte nicht, dass bugger, die englische Bezeichnung für einen Sodomiten, sich über das französische bougre vom lateinischen bulgarus herleitete, einer Bezeichnung für die vom Balkan her stammenden Bogomilen. Diese Bewegungen wurden verfolgt, und im Fall der Katharer wurde ein regelrechter Kreuzzug zu ihrer Vernichtung geführt.
Ebenfalls als Praktikanten von Sexualmagie angeklagt wurden die Mitglieder des Templerordens. Man bezichtigte sie der Sodomie und warf ihnen vor, ein Baphomet genanntes Symbol zu verehren. Ob diesen Vorwürfe in irgendeiner Weise Tatsachen zugrunde lagen, konnte bis heute nicht entschieden werden, die allgemeine Ansicht ist aber, dass die wesentlichen Motive für die Aktion woanders lagen, nämlich in den machtpolitischen Interessen und den finanziellen Problemen des französischen Königs Philipp des Schönen.
Die Vernichtung der Templer bildet, was die Esoterik betrifft, allerdings nur den Anfang der Geschichte. Zahlreiche okkulte Strömungen beriefen sich auf die Templer und behaupteten, deren Nachfolger zu sein, und Elemente aus den Anklagen und Protokollen wurden zu Bestandteilen der Konstruktion der Schwarzen Messe, zum Beispiel Auslassung oder Verfälschung von Teilen der Liturgie in der Messe, blasphemische Handlungen wie das Spucken auf das Kreuz oder der sogenannte „obszöne Kuss“, bei dem als Verehrungsgeste der Hintern eines Oberen geküsst wurde.

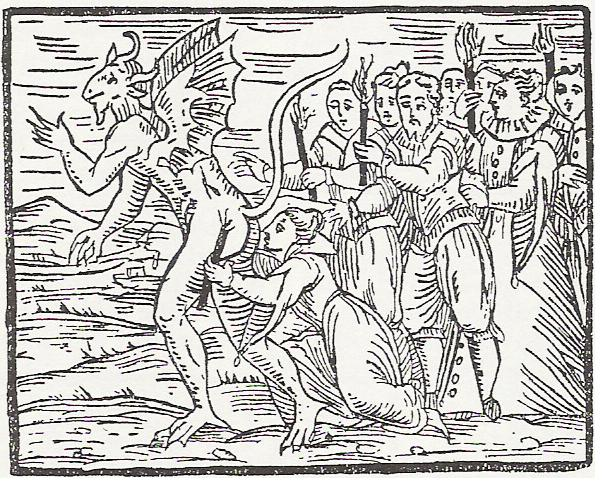
„Obszöner Kuss“ bei den Hexen (Francesco Maria Guazzo Compendium Maleficarum 1608)

In der frühen Neuzeit beginnen dann die systematischen Hexenverfolgungen durch Kirche und Staat. So dünn hier die Beweislage ist, was tatsächlich von den angeklagten Hexen praktizierte Sexualmagie betrifft, so offensichtlich und präsent sind Projektion und Konstruktion in den Schriften der Ankläger, deren bekannteste der „Hexenhammer“ (Malleus maleficarum) des Dominikaners Heinrich Kramer von 1486 ist. Diesen Schriften hat man angesichts ihrer Verliebtheit ins sexuelle Detail geradezu pornographische Qualitäten bescheinigt. Im Fokus der Konstruktion steht dabei der Hexensabbat, eine Versammlung von Hexen und Dämonen unter Vorsitz Satans, die im Ablauf wieder den Schilderungen christlicher Apologeten von den Versammlungen der Barbelo-Gnostiker gleicht, einschließlich des abschließenden Höhepunktes, bei der alle mit allen der Fleischeslust frönen. Hier begegnet auch wieder der schon von den Templern bekannte „obszöne Kuss“, etwa in einer bekannten Illustration zu Francesco Maria Guazzos Compendium Maleficarum von 1608.

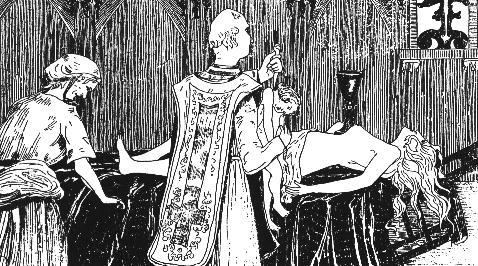
Schwarze Messe der Catherine Monvoisin (Holzschnitt, 1895)

Das schon bei den Gnostikern vermerkte Muster wiederholte sich bei Templern und Hexen. Wie sich die Anklagen gleichen, so gleicht sich die Reaktion des modernen Okkultismus: Die Faktizität der historischen Vorgänge ist zweifelhaft und eine Einordnung derselben als nachgewiesene sexualmagische Praxis sehr fragwürdig, der neuzeitliche Okkultismus aber stellt all das nach, baut es aus und macht es nachträglich wahr. Das beginnt mit den Schwarzen Messen der Catherine Monvoisin unter Beteiligung der Madame de Montespan, der Mätresse von Ludwig XIV., und reicht bis zu den modernen, ausgearbeiteten Liturgien für Schwarze Messen, die im Buchhandel bestellbar sind. Auch die Wissenschaft hat sich an der nachträglichen Konstruktion beteiligt, etwa Margaret Murray mit ihren in Wicca und Neopaganismus stark rezipierten Büchern The Witch-cult in Western Europe (1921) und The God of the Witches (1933), in denen sie einen Hexenkult als Rest des Kults aus Zeiten vorgeschichtlichen Matriarchats mit einer Muttergottheit und ihrem Gegenpol, dem Gehörnten Gott, konstruiert.
Aber auch unabhängig von solchen Projektionen sexualmagischer Praktiken auf häretische Bewegungen und Randgruppen der Gesellschaft hat die Verbindung von magischen Kräften mit Sexualität in den westlichen esoterischen Traditionen eine lange Geschichte.
So gab es während der Renaissance mehrere Autoren wie Marsilio Ficino und Giordano Bruno, die die Verbindung von Eros und Magie als eines der grundlegenden Prinzipien der Natur ansahen.
Paracelsus sah im Samen eine Kraft der Magie und verglich diesen mit den Kräften der Imagination, und unter mittelalterlichen jüdischen Kabbalisten wurde die eheliche Sexualität häufig als eine Form der Theurgie, die die männlichen und weiblichen Aspekte Gottes verband, angesehen.
Schließlich ist im Zeitalter der Aufklärung als Vorläufer oder eigentlich schon Teil des modernen Okkultismus Emanuel Swedenborg zu nennen, der sich vor allem in seinen späteren Jahren intensiv mit der Beziehung von Spiritualität und Sexualität auseinandersetzte, etwa in seinem Werk Delitiae sapientiae de amore conjugiali („Die Wonnen der Weisheit betreffend die eheliche Liebe“). Darüber hinaus hat man in seinen Schriften und Tagebüchern Hinweise darauf gefunden, dass er fortgeschrittene Techniken der Meditation, Visualisierung und Atmungskontrolle einsetzte, um sexuelle Energien für spirituelle Erfahrungen nutzbar zu machen.

### Moderne Vertreter sexualmagischer Praktiken

#### Paschal Beverly Randolph

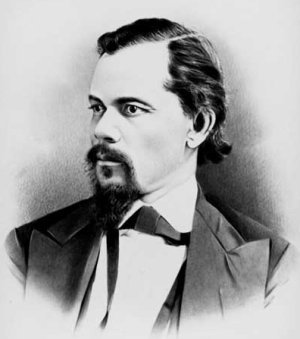
Paschal Beverly Randolph

Sexualmagie im modernen Sinn, als Strömung im westlichen Okkultismus und Element westlicher Esoterik, entstand erst in der zweiten Hälfte des 19. Jahrhunderts. Als ersten Vertreter der Richtung sieht man den Amerikaner Paschal Beverly Randolph an, der in seinen Schriften sowohl eine Sexualisierung der Spiritualität als auch die Spiritualisierung der Sexualität propagierte, wobei er zugleich Vorbehalte gegen die freie, außereheliche Liebe geltend machte.
Randolphs Arbeiten beeinflussten grundlegend die spätere Esoterik, da durch Randolphs Werk die Sexualmystik in vielen Formen in diese einging und Sexualmagie eine Form des Mainstream innerhalb der westlichen Esoterik wurde.

#### Theodor Reuss
Erste Vertreter der anderen Hauptrichtung, die in der Sexualität vor allem eine Quelle nutzbar zu machender magischer Energie sah, waren Theodor Reuss, der von ihm gegründete Ordo Templi Orientis (O.T.O.) und in Verbindung mit diesen Aleister Crowley.
Bei dieser Form der Sexualmagie wird während des Sexualaktes und des Orgasmus der gesamte Wille auf das gewünschte Ziel oder Objekt gerichtet. Von den Mitgliedern des O.T.O. und Crowley wurde in Bezug auf die vermeintlichen magischen Kräfte der Sexualität angenommen, diese sei die stärkste Kraft des Lebens, der Psyche und der Natur überhaupt und eigne sich deshalb besonders gut für magische Operationen.

#### Aleister Crowley

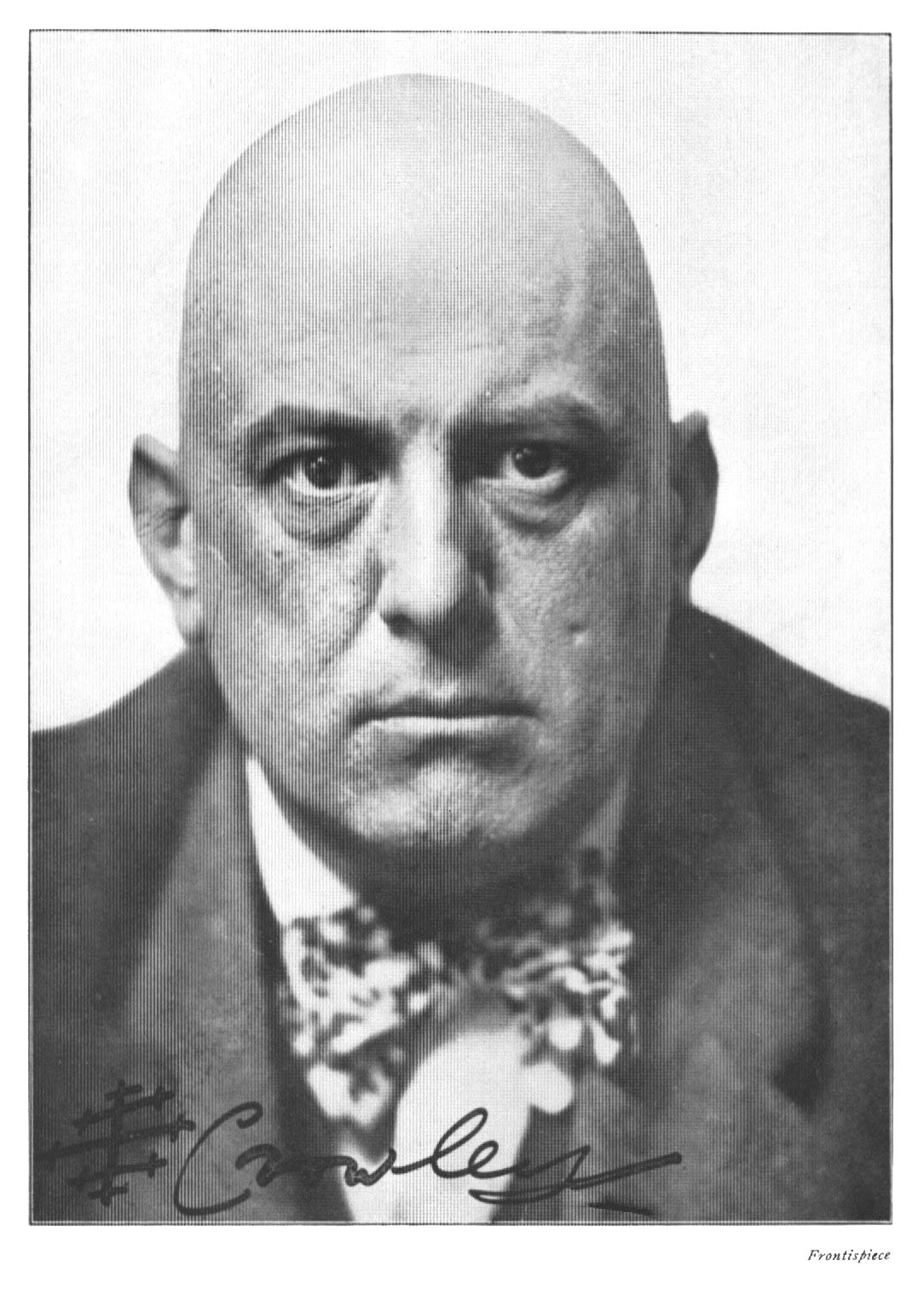
Aleister Crowley (1912)

Für die Traditionslinie der Sexualmagie in der westlichen Esoterik war hauptsächlich Aleister Crowley wichtig, der in zahlreichen Schriften sexualmagische Themen behandelte. Obwohl er während seiner Indienreise den indischen Tantrismus nur oberflächlich rezipiert hatte und über keinerlei vertiefte Kenntnisse dazu verfügte, ist er von besonderer Bedeutung für die Übernahme, Transformation und Neuerfindung tantrischer Praktiken im Westen.
Die Abgrenzung der westlichen Sexualmagie zum indischen Tantra besteht darin, dass sich die westliche Sexualmagie als magische Technik versteht und nicht zwangsläufig in einen religiösen oder spirituellen Zusammenhang eingebettet ist. Das heißt, sie ist primär ein Mittel, um Veränderungen in Übereinstimmung mit dem Willen herbeizuführen, diese Veränderungen können sich aber natürlich auch auf die Spiritualität beziehen.
Durch seine sexualmagischen Schriften kann Crowley als ein Begründer des Neotantra gelten, dessen Einfluss auch auf all die modernen Strömungen, Schulen und Praktiken fortwirkt, die sich heute im Grenzbereich von Sexualmagie, Wellness und schlichter Triebhaftigkeit bewegen und bei denen es weniger um das Erreichen magischer Ziele als um die Verbesserung des sexuellen Erlebens geht.
Ebenfalls von Bedeutung und in anderen Traditionslinien fortwirkend war das Gewicht, das Crowley wie schon der O.T.O. dem Bruch sexueller Tabus und der Transgression in der Sexualmagie gab. Transgression meint hier, dass Crowleys Sexualmagie geprägt war von einer nicht-reproduktiven Sexualität, die Akte z. B. der Homosexualität und Masturbation, also eine damals nicht-gesellschaftskonforme Sexualität, die als physisch und moralisch gefährlich galt, explizit einbezog und ihnen besonders starke magische Energien zuschrieb. Für Crowley stellten solche Transgressionen eine Form der Befreiung von moralischen Zwängen dar, die er als gewaltige Kraftquelle und Quelle befreiender Glückseligkeit ansah. Er betrachtete die Sexualität als ultimative Kraft, die magisch genutzt werden konnte. Die „Gnostische Messe“, die Aleister Crowley für den O.T.O. konzipierte, setzte symbolisch um, was die Kirchenväter den gnostischen Gemeinden unterstellt hatten.

#### Pierre Arnold Bernard
Der erste tantrische Orden in den USA wurde 1906 oder 1907 von Pierre Arnold Bernard gegründet, der ebenfalls die frühe Sexualmagie prägte, und mit dessen Orden Aleister Crowley persönliche Kontakte hatte. Bernard war zu seiner Zeit als skandalöse Figur in den USA vergleichbar mit Aleister Crowley in Europa.
Heutige westliche Werke der Sexualmagie und des Tantra stellen zumeist eine Mischung aus crowleyanischen Ansätzen und einem „westlichen“, verfälschten Tantrismus (Neotantra) dar. Bernard spielte dabei eine prägende Rolle, da er einer der ersten war, die Tantra auf seinen physisch-sexuellen Aspekt reduzierten.
Bernards tantrischer Orden soll auch schon Tendenzen zur Kommodifizierung der Sexualität gezeigt haben, die in Zusammenhang gebracht werden mit dem damals sich ausbildenden modernen, konsumorientierten Kapitalismus.

#### Julius Evola

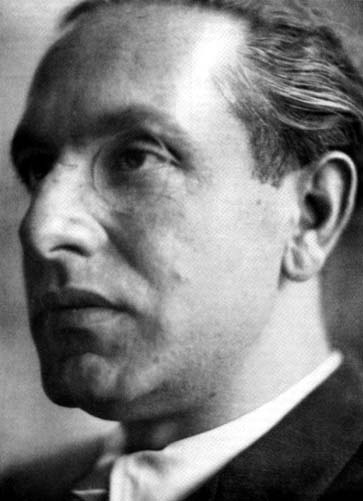
Julius Evola (1940)

Julius Evola war ein traditionalistischer italienischer Kulturphilosoph, vertrat rassistische und antisemitische Positionen, stand den Faschisten und den Nationalsozialisten nahe und wird bis in die Gegenwart von der Neuen Rechten, vor allem den italienischen Neofaschisten und der rechten Esoterik stark rezipiert.
Im Bereich der Esoterik deshalb, weil Evola sich auch sehr stark für esoterische Lehren interessierte, insbesondere die tantrische Sexualmagie, die er für geeignet hielt, einer degenerierten Moderne den Weg zu weisen und dem Dahinschwinden des Mannestums Einhalt zu gebieten. Er veröffentlichte mehrere einschlägige Werke, darunter La tradizione ermetica (1931, deutsch als Die Hermetische Tradition), Il Mistero del Graal (1934, deutsch als Das Geheimnis des Grals), Lo Yoga della potenza (1949, Das Yoga der Macht) und Metafisica del sesso (1958, deutsch als Metaphysik des Sexus), außerdem eine dreibändige Sammlung mit Beiträgen von ihm und anderen aus der Zeitschrift UR (1955/1971, Bände 1 und 2 deutsch als Magie als Wissenschaft vom Ich). Die Autoren der Zeitschrift bildeten einen magischen Zirkel, der als Gruppo di Ur (UR-Gruppe) bekannt ist.
Evola propagierte eine Revolution gegen die moderne Welt (so der Titel eines seiner bekanntesten Bücher, Rivolta contro il mondo moderno, 1934), eine Rückkehr zu den Werten des Römischen Imperiums und sah in Tantra und Sexualmagie weniger den Pfad zu Erleuchtung, sondern mehr ein Mittel zur Stärkung von Mannesmut und Kriegstüchtigkeit. Außerdem brächte die Praxis des Tantra eine „männliche Spiritualität“ mit sich, welche christlicher Weichlichkeit und den Freudschen sexuellen Verworrenheiten entgegengesetzt sei. Das von Evola propagierte, anzustrebende Ideal ist eine Mischung aus Nietzsches Übermensch und tantrischer Gottheit, „Symbole zerstörerischer Kraft, nackt und frei, über allen Gesetzen stehend.“ Für Evola war die Gegenwart das Kali Yuga, das dunkle, von der Göttin Kali beherrschte Zeitalter. Aber statt das lediglich zu beklagen, begriff er das Kali Yuga als eine Chance, als ein Zeitalter, in dem Transgressionen und Selbstübersteigerungen möglich sind, die sonst nicht für Menschen erreichbar sind. Er sprach in diesem Zusammenhang vom „Reiten des Tigers“ (so der Titel eines anderen Buches, Cavalcare la tigre, 1961).
Neben tantrischen Praktiken befasste Evola sich auch mit anderen einschlägigen Überlieferungen, darunter solchen des Daoismus, den Sexualpraktiken islamischer Sekten sowie hermetischen und kabbalistischen Tradition.

#### Maria de Naglowska
Maria de Naglowska war eine russische Okkultistin, die ab 1929 in Paris lebte, als La Sophiale de Montparnasse bekannt war, Gründerin und Oberhaupt der spirituellen Gemeinschaft Confrérie de la Flèche d’Or („Bruderschaft vom goldenen Pfeil“) war und die esoterische Zeitschrift La Flèche herausgab. Bei Zusammenkünfte der Confrérie de la Flèche d’Or veranstaltete sie mehr oder minder öffentliche sexualmagische Rituale, bei denen sie auch als Oberpriesterin und Zelebrantin auftrat. Sie war bekennende Satanistin und veröffentlichte mehrere esoterische Schriften, in denen sie die Lehre vom troisième terme de trinite vertrat, der zufolge die Welt aus einem dialektischen Gegensatz zwischen Gott (Leben) und Satan (Vernunft) entsteht. Der troisième terme de trinite (T.T.T.) entspricht dem vermittelnden weiblichen Prinzip, dessen Aufgabe es ist, an einem kritischen Punkt des zyklisch gedachten dialektischen Prozesses den Mann aus den Fängen der satanischen Vernunft zu befreien und zum göttlichen Ritter zu machen.
Naglowska war mit Evola bekannt und übersetzte Gedichte Evolas ins Französische. In Metafisica del sesso äußert sich Evola eher herablassend über sie. Sie übersetzte auch die Magia Sexualis, Paschal Beverly Randolphs posthumes Hauptwerk, in das Französische. Da das englische Manuskript verloren gegangen ist, gehen alle heutigen Ausgaben auf Naglowskas Übersetzung zurück.

#### Gerald Gardner
Durch persönlichen Kontakt mit Aleister Crowley gelangten dessen sexualmagische Lehren an Gerald Gardner. Dieser vereinfachte und überarbeitete das Konzept für seine neu entwickelte Religion, den Wicca-Kult. In der Folge wurde aus der Sexualmagie eine von vielen neopaganen Gruppierungen behauptete „heidnische“ Tradition, die uralt sei und bereits seit prähistorischen Zeiten in England praktiziert werde. Zum Great Rite in Gerald Gardners Wicca gehörte der Geschlechtsverkehr zwischen Hexe und Hexer entsprechend dazu.

#### Anton Szandor LaVey
So wie Crowley mit seiner Gnostischen Messe das Wirklichkeit werden ließ, was man den Gnostikern unterstellt hatte, und Gardner analog die Hexenorgie Realität werden ließ, war es Anton Szandor LaVey, der die Schwarze Messe, die satanistische Umkehrung der christlichen Messe, von etwas, das in geheimen Zirkeln vielleicht und vielleicht auch nicht zelebriert wurde, zu einem Event machte, an dem im Prinzip jeder teilnehmen konnte, der Lust dazu hatte, und eine real existierende Satanskirche mit Postanschrift in San Francisco begründete. Es mag zwar nicht klar gewesen sein, ob ein im komplett mit Hörnern ausgestatteten Teufelskostüm auftretender LaVey die Schwarze Messe zelebrierte oder sie parodierte, ein Spektakel war es allemal. Unklar ist auch, inwiefern abgesehen von Spektakel und Provokation bei den Praktiken der von LaVey etablierten Church of Satan von Sexualmagie gesprochen werden kann.
LaVeys Magie lässt sich im Grunde darauf reduzieren, dass, wenn man das ist, was man wirklich ist, man das bekommt, was man wirklich will. Und in LaVeys Augen sind alle Männer im Kern „böse Jungs“ (nasty boys) mit schlimmen Gelüsten und alle Frauen sind „Schlampen“ (bitches). Letzteres führte er in The Satanic Witch (1989) in einem Kapitel über „Bitchcraft“ aus, wo er zeigt, inwiefern weiblicher Charme buchstäblich Hexerei sein kann. Magische Rituale wie die Schwarze Messe in The Satanic Rituals (1972) sind dann als Psychodramen aufzufassen, die dabei helfen können, seinen wahren Kern zu erkennen und auszuleben. Nach Hugh B. Urban ist LaVey mit seinen Tendenzen zu Hedonismus, Egotismus, Kommodifizierung der Sexualität und Kommerzialisierung der Magie exemplarisch für die Schattenseiten der Sexuellen Revolution der 1960er und 1970er Jahre, so wie Crowley exemplarisch für die Schattenseiten der spätviktorianischen Ära war.

#### Austin Osman Spare
Austin Osman Spare war ein englischer Künstler und Magier, der eine Technik entwickelte, bei der ein magischer Wunsch zu einem Ideogramm (Sigill) kondensiert wird, das dann später zum Erreichen dieses Zieles verwendet kann. Diese als Sigillenmagie bekannte Technik basiert darauf, die Bedeutung des Ideogramms und damit das Ziel ins Unbewusste zu verschieben und es im Bewusstsein vergessen zu lassen. Damit das Ideogramm im Unbewussten wirksam werden kann, muss es jedoch „aufgeladen“, d. h. mit magischer Energie gefüllt werden, was mit Hilfe von Sexualmagie geschehen kann. In seinem Book of Pleasure (Self-Love) (1917) spricht Spare in hymnischen Tönen von der Selbstliebe, ähnlich wie die antiken Orphiker den Eros als die wahre Wurzel allen Seins ansprachen:

„Die Gottesidee ist die Ursünde, alle Religionen sind böse. Selbstliebe ist ihr eigenes Gesetz, das straflos gebrochen werden kann, da sie die einzige Energie ist, die nicht dienstbar ist, ihrem stets bereiten Zweck dienend.“

Über die konkrete Form dieser Selbstliebe schweigt Spare, Kenneth Grant berichtet jedoch, Spare habe für seine autoerotischen magischen Operationen eine aus Ton geformte Vagina verwendet, in deren Höhlung sich das Sigill befand. Nach Ende des Aktes wurde das Tongefäß vergraben. Nach etwa zwei Wochen soll bei abnehmendem Mond das Gefäß wieder ausgegraben und der Inhalt als Libation auf die Erde gegossen werden.
Dieses Selbst der Selbst-Liebe, von der Spare spricht, meint keineswegs das bewusste Selbst, sondern sowohl ein transzendentes, kosmisches Selbst (Kia) als auch ein inneres, unbewusstes Selbst, durch das Magie wirke, wobei die magische Energie eine Äußerung (transzendenter) sexuellen Begehrens sei.

#### Peter James Carroll
In der chaotischen Geschichte der Chaosmagie lassen sich immerhin zwei Hauptströmungen ausmachen, nämlich einerseits den in der Popkultur der amerikanischen Westküste wurzelnden Diskordianismus und andererseits die britische Chaosmagie, die sich auf Austin Osman Spare berief und in der Unzufriedenheit mit den von Theorien und Ordensgemeinschaften mit ausgeklügelten Gradsystemen geprägten britischen Okkultismus in der Ära von Golden Dawn und Crowley wurzelte. Deren wichtigster Vertreter ist Peter James Carroll.
Carroll und Ray Sherwin, mit dem zusammen er in den späten 1970er Jahren die Zeitschrift The New Equinox herausgab und später die Gemeinschaft der Illuminaten von Thanateros gründete, fanden in den Schriften Spares einen ihrer Zeit gemäßeren Weg, individueller und praktischer und nicht überfrachtet von okkulter Theorie und Dogmatik.
Spare war allerdings in erster Linie ein Künstler und als solcher ein radikaler Individualist. Seine Schriften sind daher enthusiastisch, ekstatisch, metaphorisch und aphoristisch, aber kaum diskursiv. Carroll gelang es in Liber Null (1978) und Psychonaut (1982) die wichtigsten Konzepte Spares in relativ klarer und strukturierter Form wiederzugeben.
Schon der Name Thanateros deutet die Verbindung von Tod (griech. Thanatos) und Sexualität (griech. Eros) an, wobei sich dieser Tod bei Spare nicht auf den leiblichen Tod, sondern einerseits auf Tod bzw. Überwindung des bewussten Selbsts bezieht und andererseits auf die Todesform gerichtete magische Praktiken meint – Spare spricht von „Todeshaltung“ (death posture). Carroll schreibt:

„Abgesehen davon, dass Sex und Tod die beiden größten Obsessionen und motivierenden Energien der Menschheit sind, stellen sie einen positiven und einen negativen Weg zum Erlangen magischen Bewusstseins dar. Illumination bezieht sich auf die Inspiration, Erleuchtung und Befreiung, die mit dem erfolgreichen Beschreiten dieser Wege erlangt werden.“

Darüber, wie sich sexualmagische Operationen praktisch gestalten könnten, schreiben weder Carroll noch die anderen Chaosmagier sonderlich viel.
Das hat auch damit zu tun, dass die Chaosmagie sowohl pragmatisch als eklektisch ist. Pragmatisch heißt hier, dass alles gut ist, was für den einzelnen Magier „funktioniert“, es wird empirisch vorgegangen, es wird experimentiert und ausprobiert und je nach Erfolg übernommen oder verworfen. Eklektisch heißt, dass man sich je nach Bedarf bei den magischen Traditionen aller Zeitalter und Kulturen bedient und sich so idealerweise einen maßgeschneiderten Synkretismus zusammenstellt: Wenn tantrische Sexualmagie funktioniert, ist es recht, wenn daoistische Sexpraktiken funktionieren, ist auch das recht.